# 神尾光臣
神尾光臣（日语：／ Kamio Mitsuomi，1855年2月27日—1927年2月6日）是一位日本陸軍將領、華族，最高軍階為勲一等功一級男爵陸軍大將。曾任東京衛戍總督、青島守備軍司令官、第9師團、第18師團長等職務，以在第一次世界大戰指揮日軍第18師團，在青岛战役中攻佔德屬青島而聞名。
1914年夏季，神尾指揮編列23000人的第18師團進攻青島，歷時兩個月後將其攻佔，之後便轉任駐於當地的青島守備軍司令官。1916年6月晉升陸軍大將，一個月後，被封為華族，位階男爵。
1917年8月轉入預備役，1925年退役。1927年，神尾去世，葬於雜司谷墓地。